# PGC 6388
LEDA/PGC 6388, auch UGC 1222, ist eine Galaxie im Sternbild Fische auf der Ekliptik. Sie ist schätzungsweise 349 Millionen Lichtjahre von der Milchstraße entfernt und hat einen Durchmesser von etwa 125.000 Lichtjahren. Vom Sonnensystem aus entfernt sich das Objekt mit einer errechneten Radialgeschwindigkeit von näherungsweise 7.800 Kilometern pro Sekunde.
Im selben Himmelsareal befinden sich unter anderem die Galaxien NGC 664, IC 1726, PGC 1271770, PGC 1274893.